# Petritoli
Petritoli là một đô thị tại tỉnh Ascoli Piceno ở vùng Marche, cách khoảng 170 km về phía nam của Ancona và khoảng 90 km về phía nam của Ascoli Piceno. Đến thời điểm ngày 31 tháng 12 năm 2004, đô thị này có dân số là 2.509 người và diện tích là 23,8 km².
Petritoli giáp các đô thị: Carassai, Monte Giberto, Monte Vidon Combatte, Montefiore dell'Aso, Monterubbiano, Ponzano di Fermo.